# Raphaël Marionneau

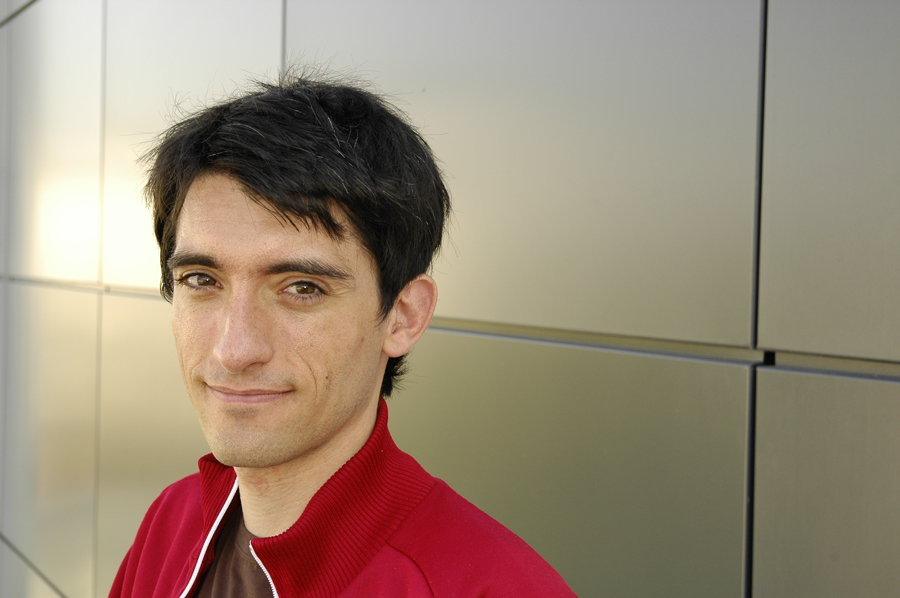
Raphaël Marionneau (Foto: Fabian Hammerl)

Raphaël Marionneau (* 28. Juni 1970 in Nantes, Frankreich) ist ein in Hamburg lebender DJ und Grafiker. Mit seinem speziellen Musikstil aus Ambient, Chillout, Downtempo, Trip-Hop, Ibiza-Sounds, ethnischer und klassischer Musik schuf Marionneau ein neues Genre, den french chillout.

## Biografie
Bereits in jungen Jahren arbeitete er für verschiedene französische Radiosender, beispielsweise bei Radio Nantes und Radio Saga. Weiterhin begann er mit 16 Jahren eine Ausbildung zum Grafikdesigner. 1993 zog er nach Hamburg und arbeitete dort als Art Director bei einem Grafikstudio der Peter Schmidt Group. Zwei Jahre später kreierte er als Art Director und Grafikdesigner alle Flyer und Poster beim Mojo Club, bis dieser 2003 geschlossen wurde.
Im Oktober 1996 entwickelte Marionneau das Konzept le café abstrait, welches als french chillout-Event jeden Monat im Mojo Club ausgetragen wurde. Es war das erste Chillout-Event in Hamburg und ist seitdem das bekannteste seiner Art in ganz Deutschland. Auch international genießt es einen hohen Bekanntheitsgrad. Auf Grund der hohen Resonanz seitens des Publikums und der Presse startete Marionneau im Juni 2001 das Konzept le classique abstrait, welches eine Mischung aus Chillout-, neuer und alter klassischer Musik sowie Filmmusik verkörpert. Das Event wurde durch das Plattenlabel Deutsche Grammophon unterstützt. Analog zu beiden Konzepten wurden die Kompilationen a tribute to le café abstrait und le café abstrait vol. 1 veröffentlicht.
Beim Radiosender Klassik Radio gestaltete Marionneau zwischen August 2001 und Februar 2003 eine eigene Sendung mit dem Titel le classique abstrait bei Klassik Radio, in der er Mischungen aus alter und neuer klassischer Musik präsentierte. Die Sendung lief zweimal die Woche für jeweils zwei Stunden und hatte durchschnittlich 70.000 Zuhörer.
2001 gründete er zusammen mit Nartak D. Schübel (DJ Nartak) das Plattenlabel Jubilee Records/Music Mail, bei dem er als Designer und musikalischer Berater wirkte. Unter dem Label wurden Newcomer wie Deep Dive Corp., The Havana Boys, Orbient oder Hippihaus veröffentlicht. Auf Grund des Erfolges seiner Kompilationen gründete er 2002 sein eigenes Musiklabel, Abstrait Music.
Neben der Musik betätigt sich Marionneau weiterhin als freiberuflicher Art Director und Designer. Als Gründer des Designstudios the etrema project arbeitet er so für mehrere Agenturen und Kunden in Hamburg.

## Auftritte und Vorträge
- Bei einer Konferenz auf der Popkomm im Jahr 2001 hielt Marionneau ein Referat über klassische Musik.
- Im Zuge der Veröffentlichung der Kompilation le café abstrait vol. 3 tourte er im Sommer 2002 zwei Monate lang durch 12 Städte Deutschlands und stellte dabei seine Musik und Konzepte vor. Während dieser Zeit trat er unter anderem im Luna Club (Kiel), Sage Club (Berlin), Karlstorbahnhof (Heidelberg) und in der Mahagoni Bar (Augsburg) auf.
- Im Dortmunder Konzerthaus präsentiert Marionneau seit 2002 alle 3 Monate sein Konzept le classique abstrait
- Während der Sand World 2003 kreierte er an drei Abenden das Open-Air-Event l’été abstrait.
- Seit 2003 untermalt er im Hamburger Planetarium monatlich unter dem Titel le voyage abstrait den Sternenhimmel mit seiner Musik. Circa einmal jährlich lädt er Gast-Musiker zu einer le voyage abstrait deluxe ein. 2009 waren so z. B. Schiller, Mousse T. sowie Blank & Jones zu Gast im Planetarium
- Seit 1999 werden alle Auftritte, Konzepte und Ideen unter dem Stichwort abstrait network zusammengefasst, zu dem auch die Veranstaltungen abstrait in Kiel (Chillout-Event), le concert abstrait (Konzert) und le noël abstrait (spezielles Weihnachts-Event) gehören.
- Bei einer Sondervorführung von Fritz Langs Meisterwerk Metropolis im Babylon-Kino in Berlin am 3. März 2012 trat er als Live-DJ auf und untermalte den Klassiker musikalisch.
- Am 23. Juli 2016 gestaltete Raphaël Marionneau „le voyage abstrait“ ein Open-Air-Konzert auf der Wiese beim Wasserbecken vor dem Planetarium Hamburg im Stadtpark und stellte dort sein Album le café abstrait, Vol. 11 vor.[1]

## Diskografie
- Januar 2000: a tribute to le café abstrait (derzeit nicht offiziell im Handel)
- Mai 2000: le café abstrait vol. 1
- März 2001: le café abstrait vol. 2
- Mai 2002: le café abstrait vol. 3
- Juli 2002: le classique abstrait vol. 1
- November 2002: le noël abstrait
- Juli 2003: le café abstrait vol. 4
- November 2003: les ambassadeurs vol. 1
- Mai 2004: le classique abstrait vol. 2
- Juli 2004: l'été abstrait vol. 1
- Januar 2005: le voyage abstrait vol. 1
- April 2005: abstrait presents al-pha-x & ma faiza
- Juli 2005: l'été abstrait vol. 2
- November 2005: les ambassadeurs vol. 2
- April 2006: le rythme abstrait vol. 1
- September 2006: le classique abstrait vol. 3
- Dezember 2006: le café abstrait vol. 5
- Juni 2007: l'été abstrait vol. 3
- Oktober 2008: les ambassadeurs vol. 3
- Mai 2009: le café abstrait vol. 6 (Doppel-CD)
- Dezember 2009: le voyage abstrait deluxe (mit Blank & Jones)
- Juli 2016: le café abstrait, Vol. 11
- Juli 2018: le café abstrait, Vol. 12

## DVD
- Januar 2007: Le cafe abstrait - a decade of relaxation